# Pulchri Studio

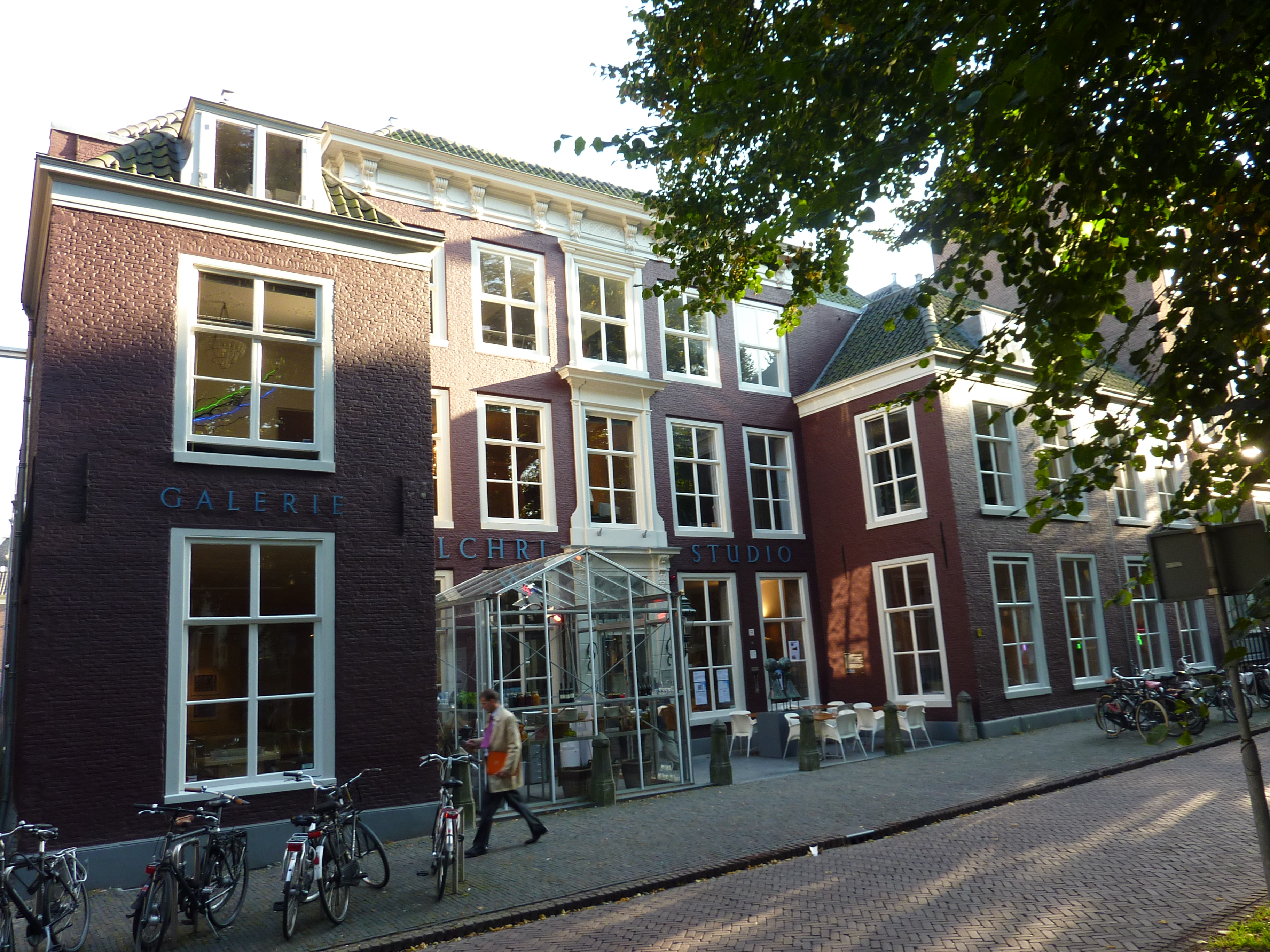
Straßenansicht von dem Pulchri Studio - Lange Voorhout 15.

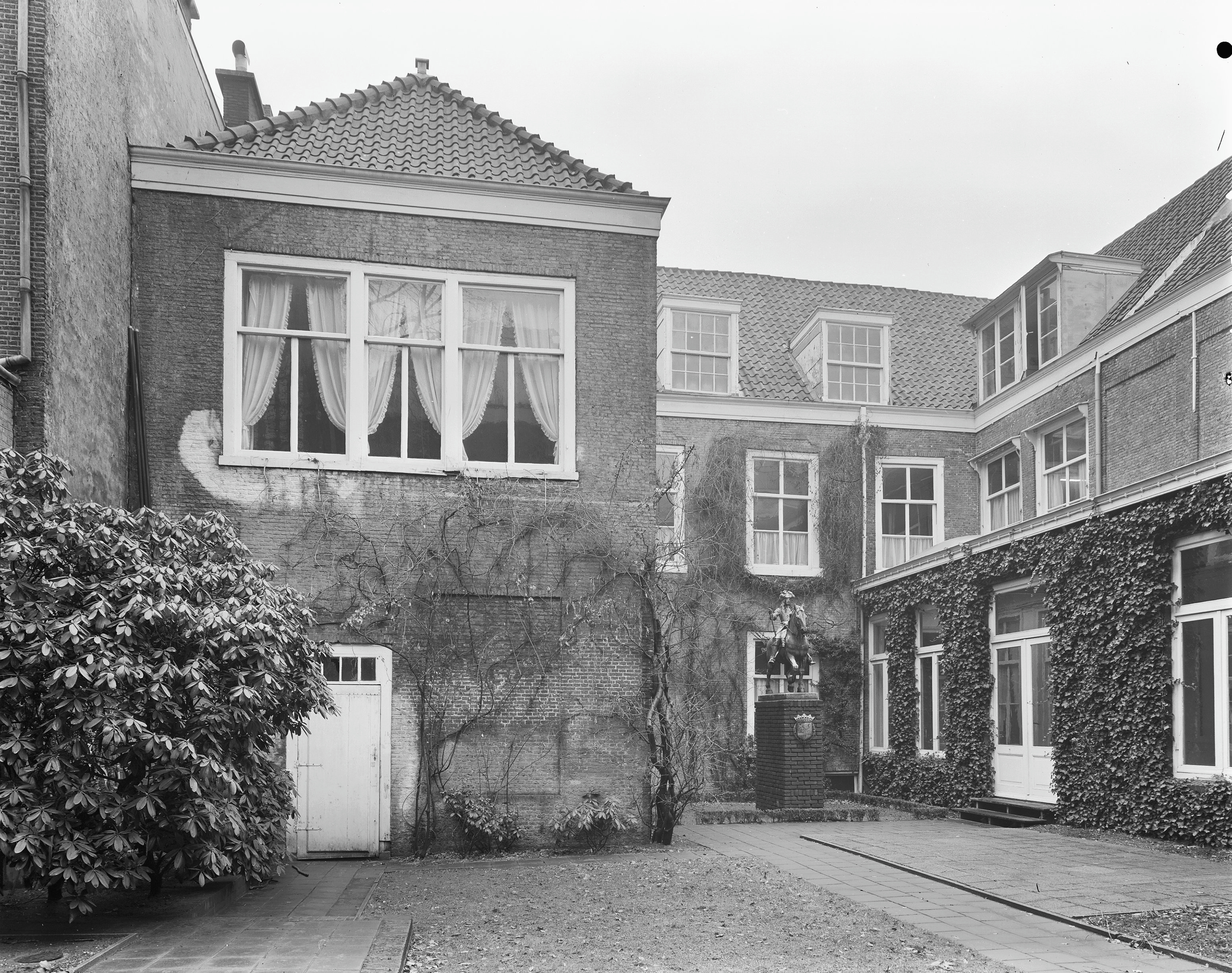
Innenhofsituation mit Atrium und Reiterstandbild.

Pulchri Studio (Latein für: Aus Eifer für das Schöne) ist ein Künstlerverein in Den Haag in den Niederlanden.
Der Verein hat seit 1893 seinen Sitz in einer Villa am Lange Voorhout 15. Es werden Künstler (Maler, Bildhauer und Fotografen) und Kunstinteressierte als (Sozietäts-)Mitglieder aufgenommen. Für eine Künstlermitgliedschaft muss man sich zunächst bewerben, was auch ausländischen Künstlern möglich ist. Die Mitglieder werden dann von einem durch die Generalversammlung bestimmten Komitee ausgewählt.
Eine Mitgliedschaft ermöglicht Künstlern, eigene Werke in den Galerien der Gesellschaft auszustellen. Diese sogenannten Verkaufsausstellungen sind seit der Gründung des Vereins ein wesentlicher Teil dieser Einrichtung. Kunstliebhaber müssen von anderen Mitgliedern eingeladen werden.

## Ursprung

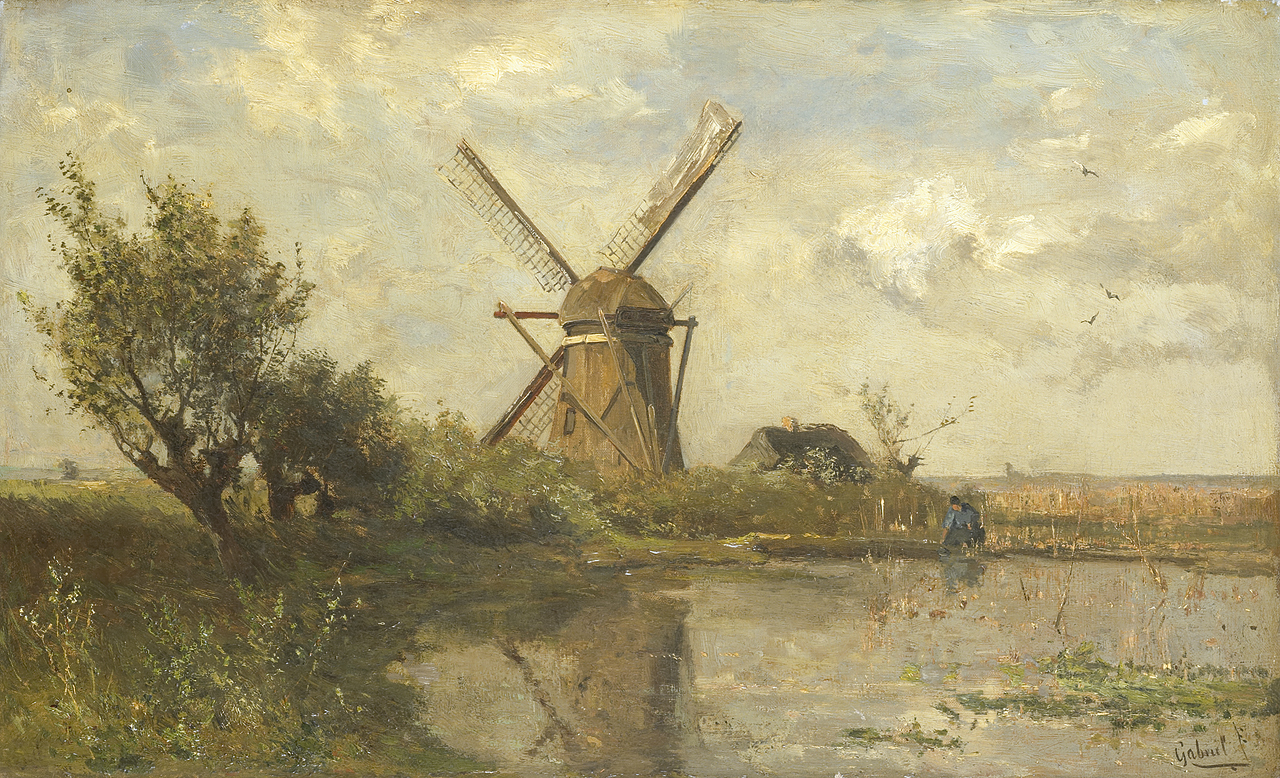
Paul Gabriël: Windmühle in einer Pfütze.

Die Randbezirke um die Küsten- und Residenzstadt Den Haag mit ihrem ländlichen Umfeld um dem nahe gelegenen Fischereidorf Scheveningen sowie dem den Flecken Oosterbeek zog viele junge Künstler an. Die sogenannte Oosterbeeker Schule hatte ihre Blütezeit zwischen 1841 und 1870. Statt der vom klassischen Kanon geforderten Bilder mit historischen, religiösen oder mythologischen Themen malten die Künstler Landschaftsbilder der Polderlandschaft, der Geest und der niederländischen Nordseeküste. Szenen aus dem Leben der Landbevölkerung vor der einsetzenden Industrialisation waren ein oft gewähltes Motiv. Darin folgte die Künstlergruppe dem Beispiel der französischen Schule von Barbizon.

## Geschichte

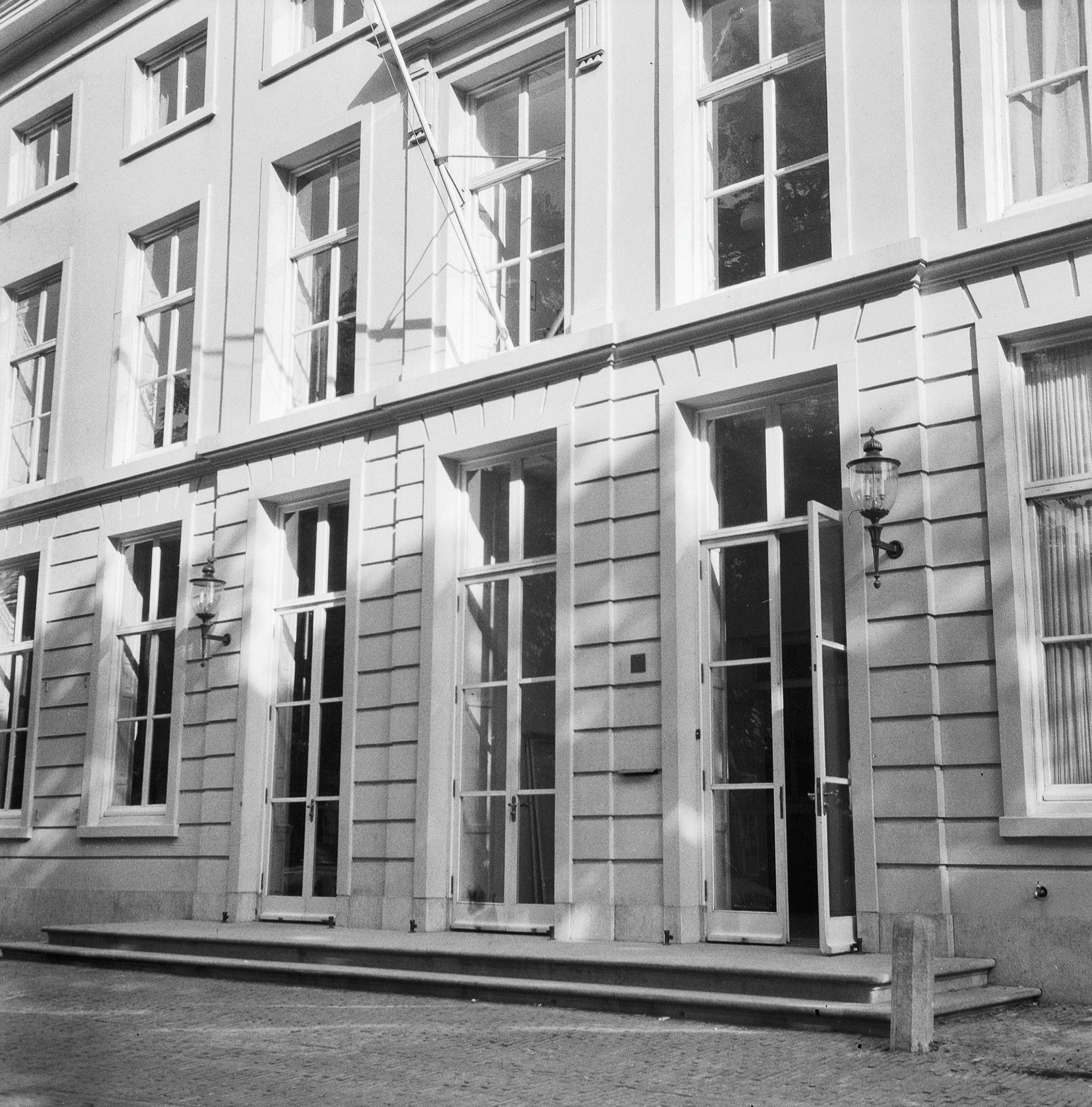
Diligentia.

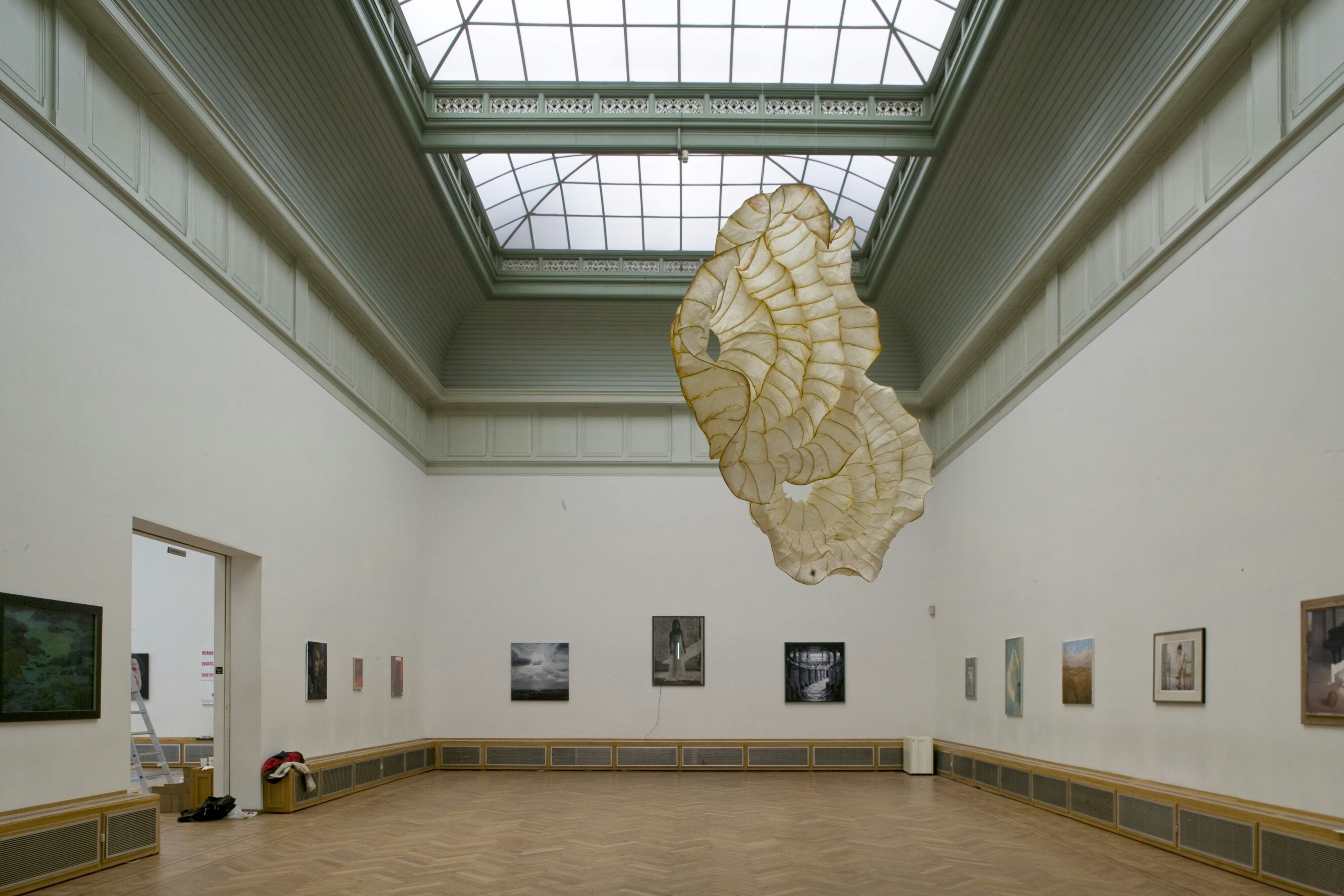
Kunstausstellung mit Blick auf den Vorraum.

Nach dem Wegfall der Schirmherrschaft für Künstler wurde nach einer neuen Möglichkeit gesucht, ein Zunftmodell neuerer Prägung aufzubauen. Im Jahre 1847 entstand mit der Gründung des Vereins Pulchri Studio ein neuer Weg. Diese Künstlervereinigung ist eine typisch niederländische Entwicklung. Sie steht in der Fortsetzung der Tradition der alten Akademien des 17. und 18. Jahrhunderts  und den Lukasgilden des 15. Jahrhunderts. Pulchri Studio wurde für die ansässigen Künstlerkolonien von Den Haag, Laren und dem Landgut Oosterbeek das Zentrum und war zugleich die Drehscheibe zum Schaffen und dem Kontakt untereinander sowie nach außen hin.
Eine besondere Rolle spielten Zusammenkünfte, die als Kunstbeschouwingen (Kunstbetrachtungen) bezeichnet wurden und den Künstlern die Möglichkeit boten, ihre eigenen Werke den anderen Mitgliedern zu präsentieren und sich mit ihnen auszutauschen. Diese Art des Umgangs des Werkschaffenden als Lehrling mit anderen Kunstschaffenden als Meister sowie den kunstinteressierten Mitgliedern als Beschauer, ist mit der Garant für den großen Erfolg der Haager Schule bis heute gewesen. Die Haager Schule wurde letztlich zum Synonym für den Niederländischen Impressionismus. Die Amsterdamer Schule, auch als Schule von Allebé bezeichnet, war schließlich die Fortsetzung dieser Entwicklung. Die Versammlungsorte dienten auch als Studio und Werkstatt, boten die Möglichkeit des sozialen Kontakts zur einheimischen Bevölkerung und dienten der Kontaktaufnahme zu Sammlern und Händlern.
Anfangs standen der Künstlergruppe keine Ausstellungsräume zur Verfügung. Ersatzweise nahm man an der alle zwei bis drei Jahre stattfindenden Tentoonstelling van kunstwerken van levende meesters (Ausstellung von Kunstwerken von lebenden Meistern) teil, die an wechselnden Orten von 1808 bis 1917 stattfand. Im Jahre 1882 nahm Vincent van Gogh zusammen mit Johannes Bosboom und Gerke Henkes an solch einer Kunstbetrachtung teil.
Zu den Gründungsmitgliedern von Pulchri zählten Lambertus Hardenberg, Willem Roelofs, Johan Hendrik Weissenbruch und Bartholomeus Johannes van Hove. Van Hove war 1847 auch der erste Vorsitzende dieser Künstlervereinigung. König Wilhelm II. übernahm die Schirmherrschaft. Bald darauf schlossen sich Johannes Bosboom, Jozef Israëls, Hendrik Willem Mesdag, Jan Weissenbruch und einige weniger bekannte Künstler dieser Gesellschaft an. Spätere bedeutende Mitglieder sind darüber hinaus Jan Sluyters, Paul Citroen und Willy Sluiter.
Viele erfahrene und erfolgreiche Maler, die heute der Haager Schule zugerechnet werden, bekleideten Vorstandsfunktionen bei Pulchri Studio: Bosboom war Vorsitzender von 1852 bis 1853, Israëls von 1875 bis 1878, Mesdag von 1898 bis 1907. Aber auch Jacob und Willem Maris, Anton Mauve, Roelofs und Weissenbruch waren Mitglieder des Vorstandes oder als Kommissionsmitglieder verantwortlich für den Zeichensaal, die Kunstbetrachtungen oder die Geselligen Zusammenkünfte.

## Gegenströmungen

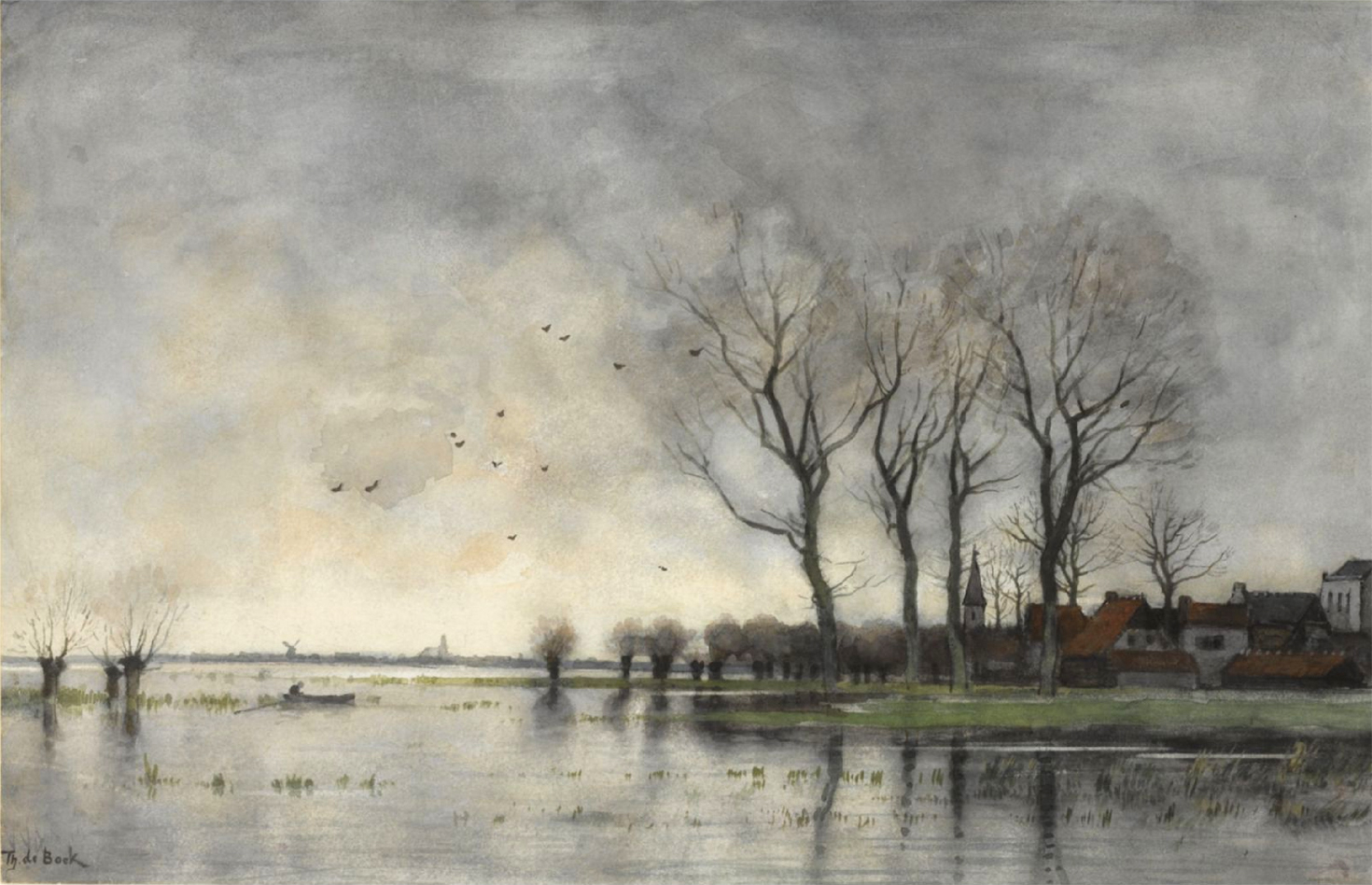
Theophile de Bock (1895/1905): Stadt am Fluß Vecht — Privatbesitz.

Eine Gegenvereinigung bzw. Versuch der Abspaltung bildete der Haagse Kunstkring. Diese Gruppe wurde im Jahre 1891 von dem Maler Théophile de Bock und dem Architekten Paul du Rieu ins Leben gerufen. Sie hat bis heute Bestand und wurde zu ihrem hundertjährigen Jubiläum mit der Medaille der Stadt Den Haag ausgezeichnet.
Im Jahre 1884 wurde in Den Haag eine kleinere Künstlervereinigung gegründet, die Arti et Industriae. Ihr Ziel ist die Förderung des holländischen Kunsthandwerks. Von Anfang an war sie mehr in Richtung der Thematik um Industrie sowie des industriellen Fortschritts orientiert und verfolgt somit eine gänzlich andere Ausrichtung als die Haager Schule mit ihrem Pulchri Studio.

## Pulchri Studio und die Hollandsche Teekenmaatschappij
Die im Jahre 1856 in Brüssel gegründete Gesellschaft für Aquarellmalerei, die Société Belge des Aquarellist, wurde nach dem Beispiel der Royal Watercolour Society zu London gegründet. Durch die Kontakte nach Brüssel, auch über das Umfeld der Académie royale des Beaux-Arts de Bruxelles, wurde das Aquarellieren als Maltechnik auch für die Niederländer wieder attraktiv.
Am 31. Januar 1878 wurde die Hollandsche Teekenmaatschappij (deutsch: Holländische Zeichengesellschaft) aus den Reihen des Pulchri Studios gegründet.  Es trug mit dazu bei, dass die Aquarelltechnik vom Ende des 19. Jahrhunderts bis zum frühen 20. Jahrhundert eine Blütezeit erreichte. Zu ihren Gründungsmitgliedern gehörte der Kern der Haager Schule. Sie war eigenständig organisiert, aber mit Pulchri Studio eng verbunden. Zu ihren Ehrenmitgliedern gehörten Maler aus Belgien, Deutschland und Italien. Die Hollandsche Teekenmaatschappij bestand bis 1901.

## Kunstpolitik und Pulchri Studio
Im Gegensatz zu der Amsterdamer Künstlergruppe Soziëtait Arti et Amicitiae lehnte man die althergebrachten Malstile ab. Dies führte zu einem Eklat, als Hermanus Koekkoek der Ältere vom König Willem III. für ein Werk eine Medaille als Auszeichnung erhielt. Von Pulchri wurde argumentiert, dass dieses Werk nicht mehr dem gegenwärtigen Stand der Kunst entsprechen würde. Damit wandte sich die Gruppierung öffentlich gegen die offizielle Kunstpolitik des niederländischen Königs. Dies wurde insbesondere von Arzt, de Bock, Bosboom, Israëls, Jacob und Willem Maris, Mauve, Mesdag und Neuhuys vertreten. Zusätzlich gaben sie bekannt, dass man ihnen in Zukunft keine Ausschreibung zu einem Kunstwettbewerb mehr zuschicken möge.

## Wiederaufleben nach dem Kriege
Nach dem Zweiten Weltkrieg wurde gegen Pulchri Studio der Vorwurf der Kollaboration erhoben. Der Verein war 1943 auf Befehl der Besatzungsmacht Deutschland der Reichskulturkammer zu Berlin beigetreten. Dies wurde im Königreich der Niederlande allgemein und in niederländischen Künstlerkreisen im Besonderen als Kollaboration betrachtet. Der damalige Vorsitzende Jan Willem Sluiter wurde daraufhin entlassen.
Erst im Jahr 1996 nahm Königin Beatrix die Würde einer Schirmherrin der Künstlervereinigung wieder an und verhalf ihr dadurch wieder zur Anerkennung und Bedeutung in der Öffentlichkeit.

## Herausragende Ausstellungen
- 1892 Einzelausstellung: Der Maler Jean-François Millet (1814–1875) im Pulchri Studio.
- 1897 Sammelausstellung: 50-jähriges Bestehen der Genossenschaft im Pulchri Studio.
- 1905 Sammelausstellung in Hamburg: Kollektion der Arti et Amicitiae und Pulchri Studio beim Kunstverein in Hamburg.[9]
- 1910 Sammelausstellung: Tafelbildmalerei im Pulchri Studio.
- 1917 Einzelausstellung: Johannes Bosboom (1817–1891) im Pulchri Studio.
- 1928 Gemeinschaftsveranstaltung der Stadt Den Haag und Pulchri Studio als Einzelausstellung: Der Künstler Jan Toorop (1851–1928).
- 1930 Gemeinschaftsveranstaltung der Stadt Den Haag, Pulchri Studio und Rijksmuseum zu Amsterdam als Einzelausstellung: Der Maler Johan Barthold Jongkind (1819–1891).
- 1947 Sammelausstellung: 100 Jahre Tafelbildmalerei im Pulchri Studio in den eigenen Räumen.
- 1955 Gruppenausstellung: De Haagse Salon 1953 im Pulchri Studio.
- 1961 Gruppenausstellung: De Haagse Salon 1953 im Pulchri Studio.
- 1967 Gruppenausstellung: De Haagse Salon 1953 im Pulchri Studio.
- 1968 Gruppenausstellung: De Haagse Salon 1953 im Pulchri Studio.
- 1997 Gruppenausstellung: De Haagse Salon 1953 im Pulchri Studio.
- 2011 Einzelausstellung als Gemeinschaftsveranstaltung von Arti Beurs - Den Haag, Centrum Beeldende Kunst - Rotterdam, Galerie Kralingen - Rotterdam und Pulchri Studio: 50 x Vermeer.
- 2015 Einzelausstellung: Mesdag zurück in Pulchri im Pulchri Studio.

## Liste der wichtigsten Mitglieder im 19. Jahrhundert
- Louis Apol (1850–1936)

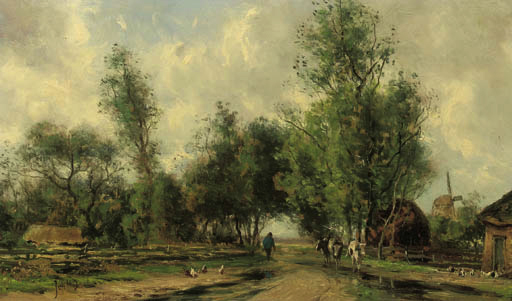
Johan Hendrik Doeleman: Rolde in Drente

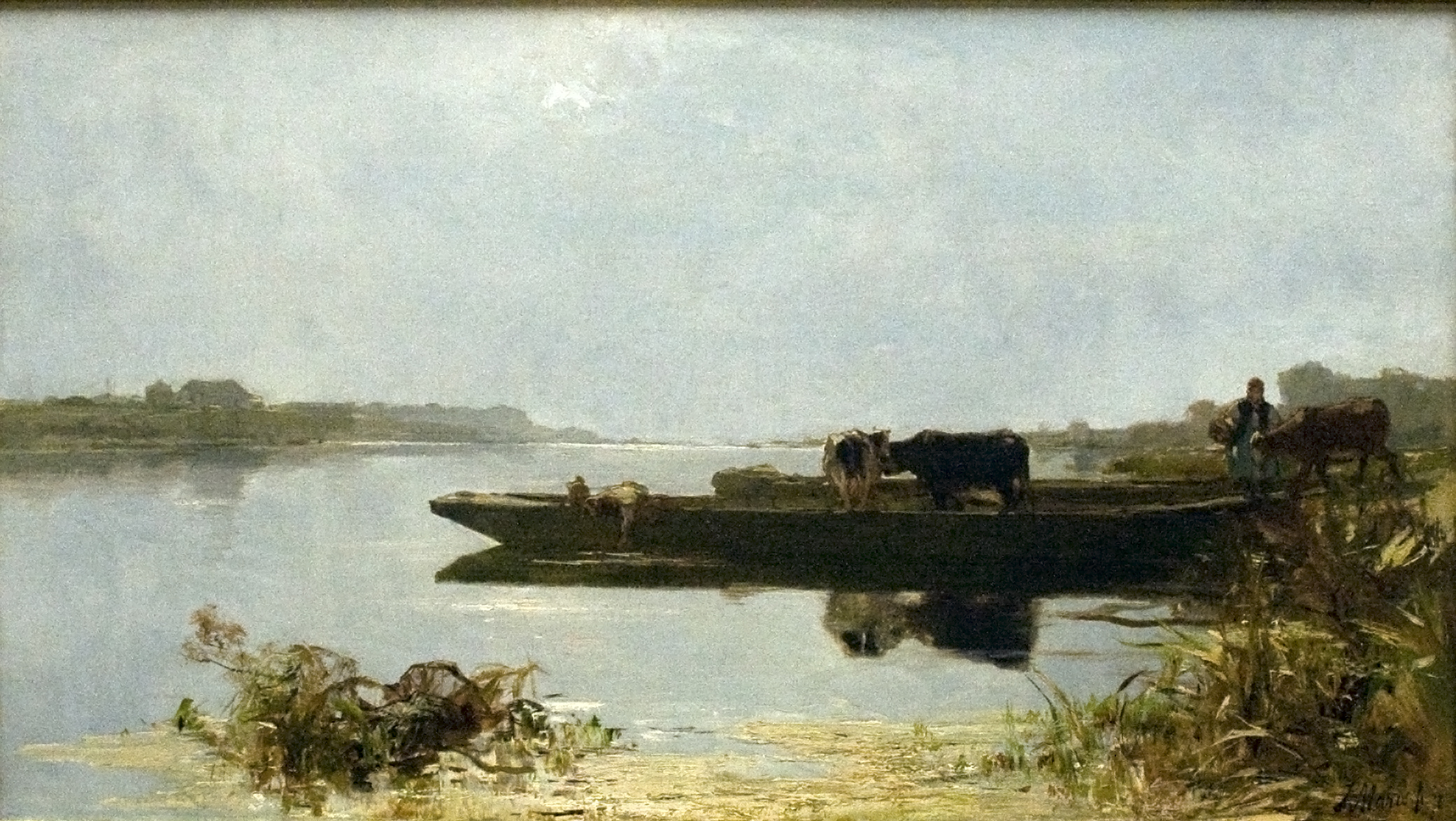
Jacob Maris: Fährboot (1870).

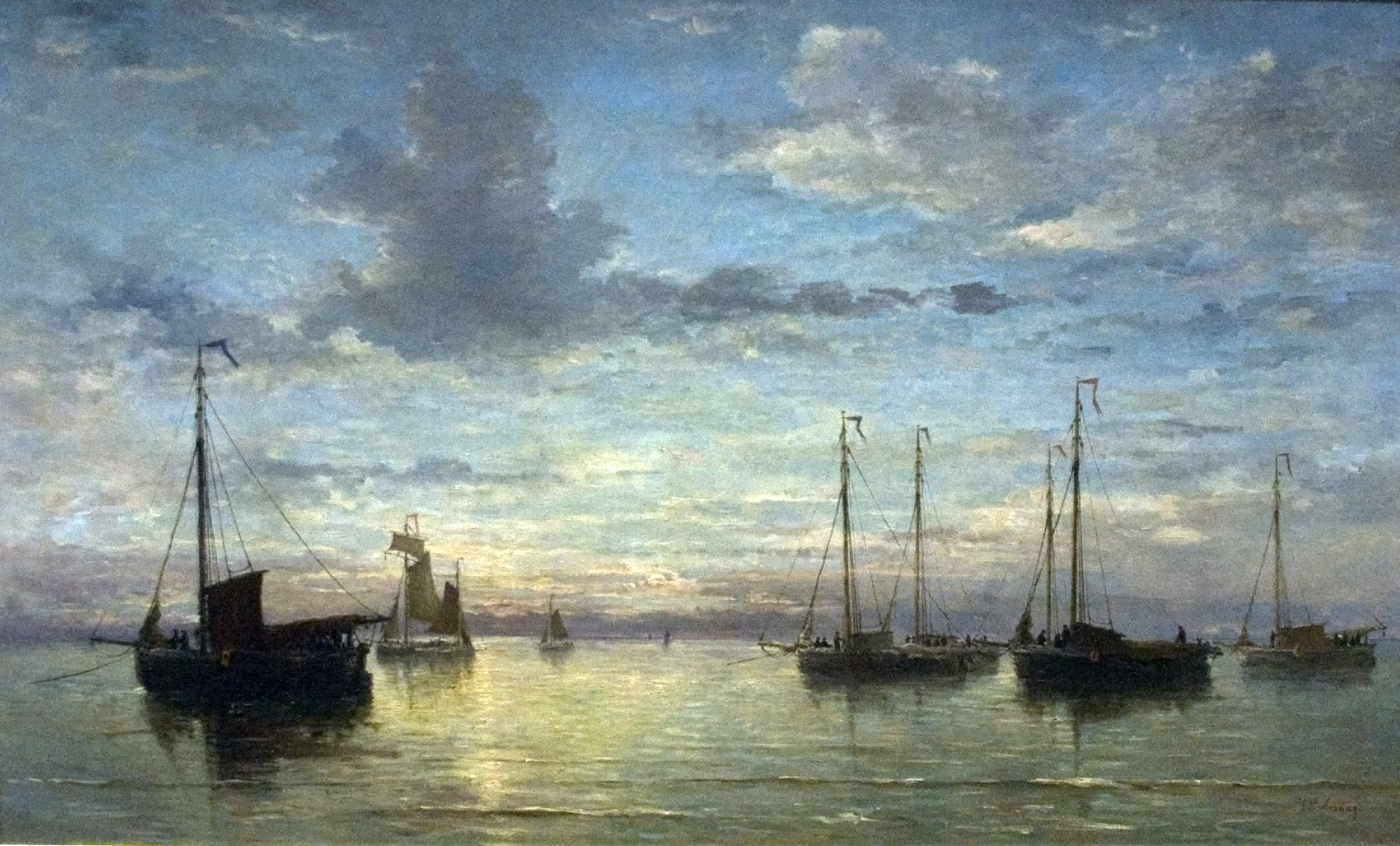
Hendrik Willem Mesdag: Abendstunde am Meer (1870)

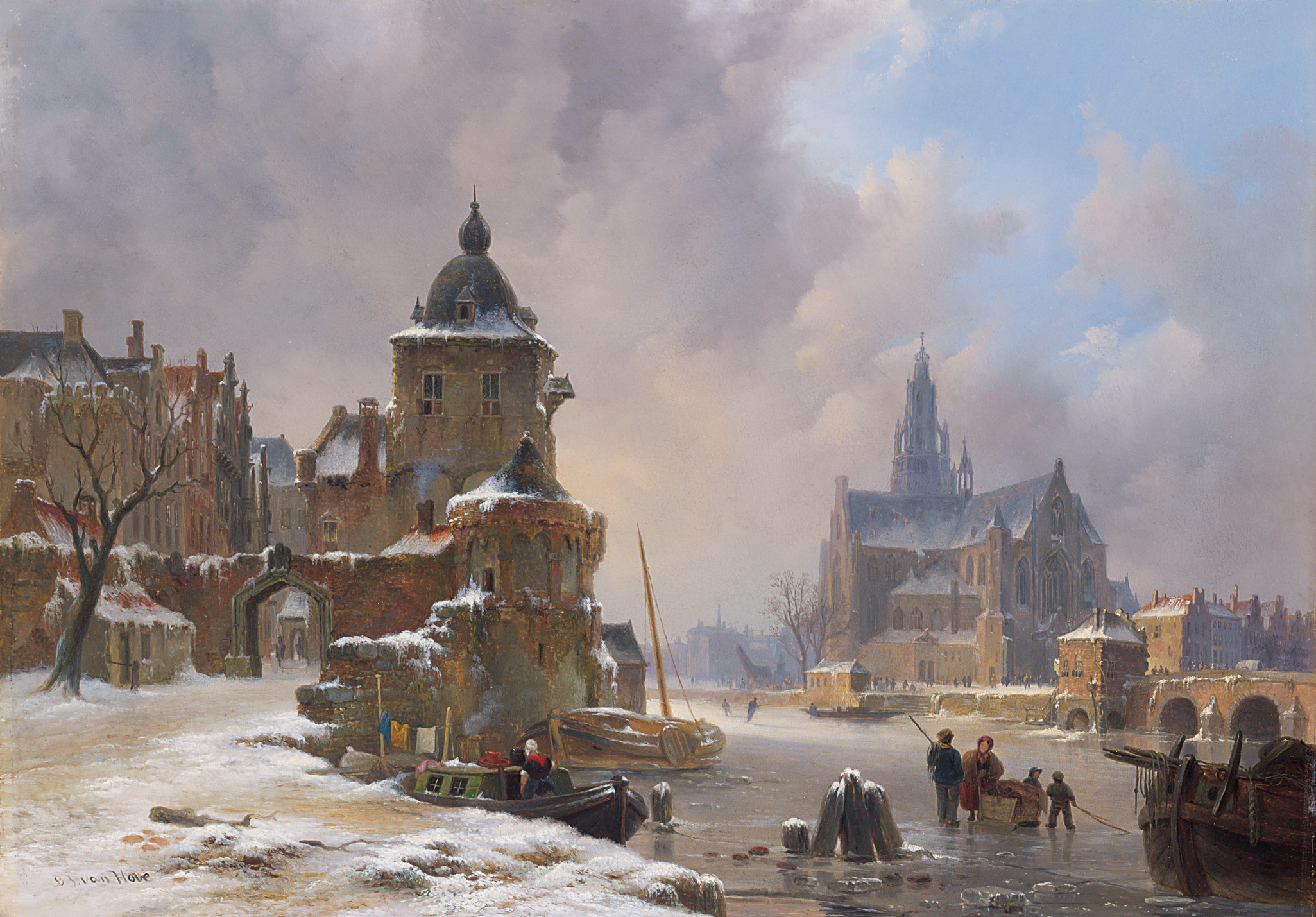
Bartholomeus Johannes van Hove: Winterliches Stadtbild am gefrorenen Fluß

- Albertus Gerardus Bilders (1838–1865)
- Bernardus Johannes Blommers (1845–1904)
- Johannes Bosboom (1817–1891)
- George Hendrik Breitner (1857–1923)
- Johannes Josephus Destrée (1827–1886)
- Johan Hendrik Doeleman (1848–1913)
- Paul Gabriël (1828–1903)
- Arnold Marc Gorter (1866–1933)
- Hendrik Johannes Havermann (1857–1928)
- Bartholomeus Johannes van Hove (1790–1880)
- Jozef Israëls (1824–1911)
- Jan Diederikus Kruseman (1835–1895)
- Jacob Maris (1837–1899)
- Willem Maris (1844–1910)
- Anton Mauve (1838–1888)
- Hendrik Willem Mesdag (1831–1915)
- Taco Mesdag (1829–1902)
- Sientje Mesdag-van Houten (1834–1909)
- Willem Cornelius Rip (1856–1922)
- Willem Roelofs (1822–1897)
- Julius van de Sande Bakhuyzen (1835–1925)
- Andreas Schelfhout (1787–1870)
- Piet Schipperius (1840–1929)
- Hendrik Jacobus Scholten (1824–1907)
- Jan Sluijters (1881–1957)
- Jan Willem Sluiter (1873–1949)
- Pieter Stortenbeker (1828–1898)
- Johannes Gijsbert Vogel (1828–1915)
- Marie Wandscheer  (1856–1936)
- Jan Weissenbruch (1822–1880)
- Johan Hendrik Weissenbruch (1824–1903)
- Jan Hillebrand Wijsmuller (1855–1925)